# Войник
Войник (словен. Vojnik) — поселення в общині Войник, Савинський регіон, Словенія. 
Висота над рівнем моря: 286,1 м.